# Jens Laustsen
Jens Laustsen (født 8. januar 1890, dødsdato ukendt) var en dansk arkitekt.
Uddannet som tømrer, afgangseksamen fra Odense tekniske Skole 1915, Kunstakademiets afgangsprøve 1923. Assistent hos forskellige arkitekter 1915-24, fra 1924 selvstændig virksomhed i København. Har bygget Genforeningstårnet på Ejer Bavnehøj 1924 samt flere villaer og sommerhuse.
Jens Laustsen tegnede genforeningstårnet og vandt i 1923 den udskrevne arkitektkonkurrence. Det vides med bestemthed – men ellers er der tale om en forholdsvis ukendt arkitekt.